# Orthetrum triangulare
Orthetrum triangulare är en trollsländeart. Orthetrum triangulare ingår i släktet Orthetrum och familjen segeltrollsländor. IUCN kategoriserar arten globalt som livskraftig.

## Underarter
Arten delas in i följande underarter:
- O. t. malaccense
- O. t. triangulare

## Bildgalleri

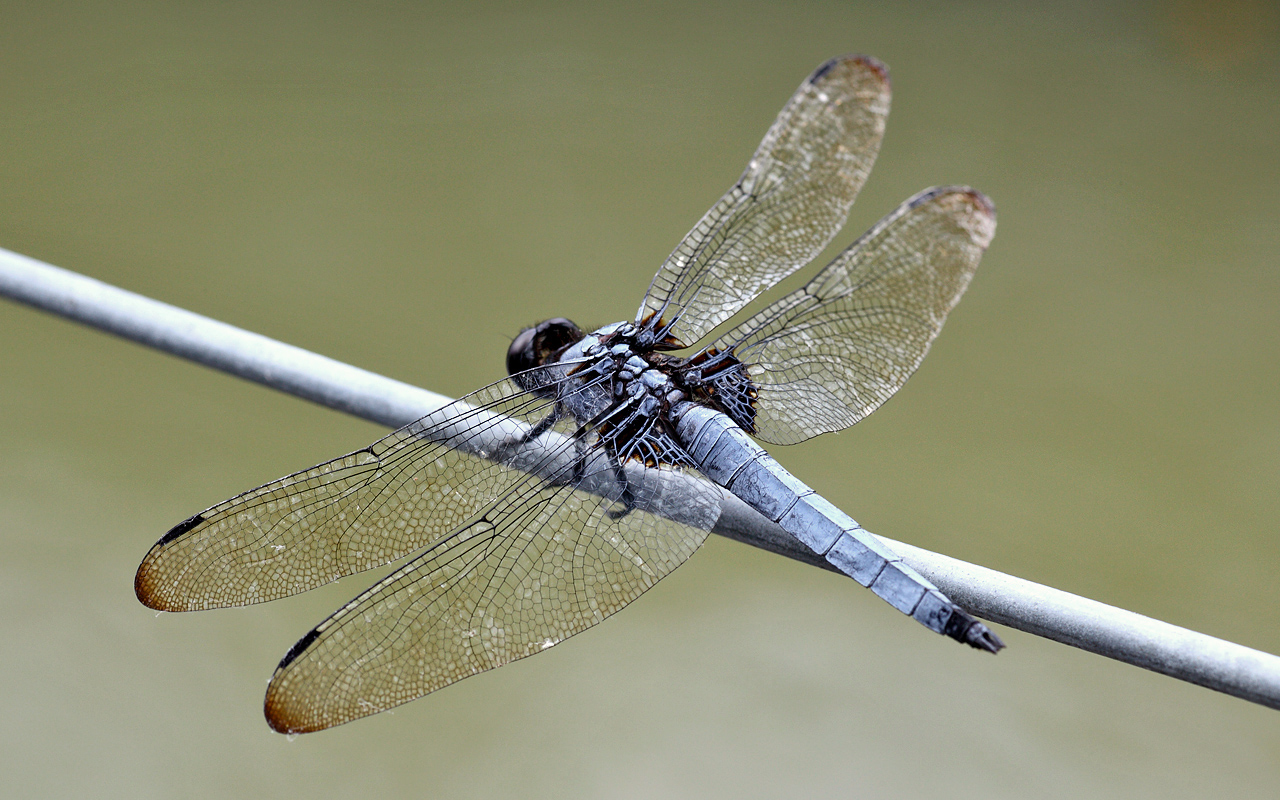
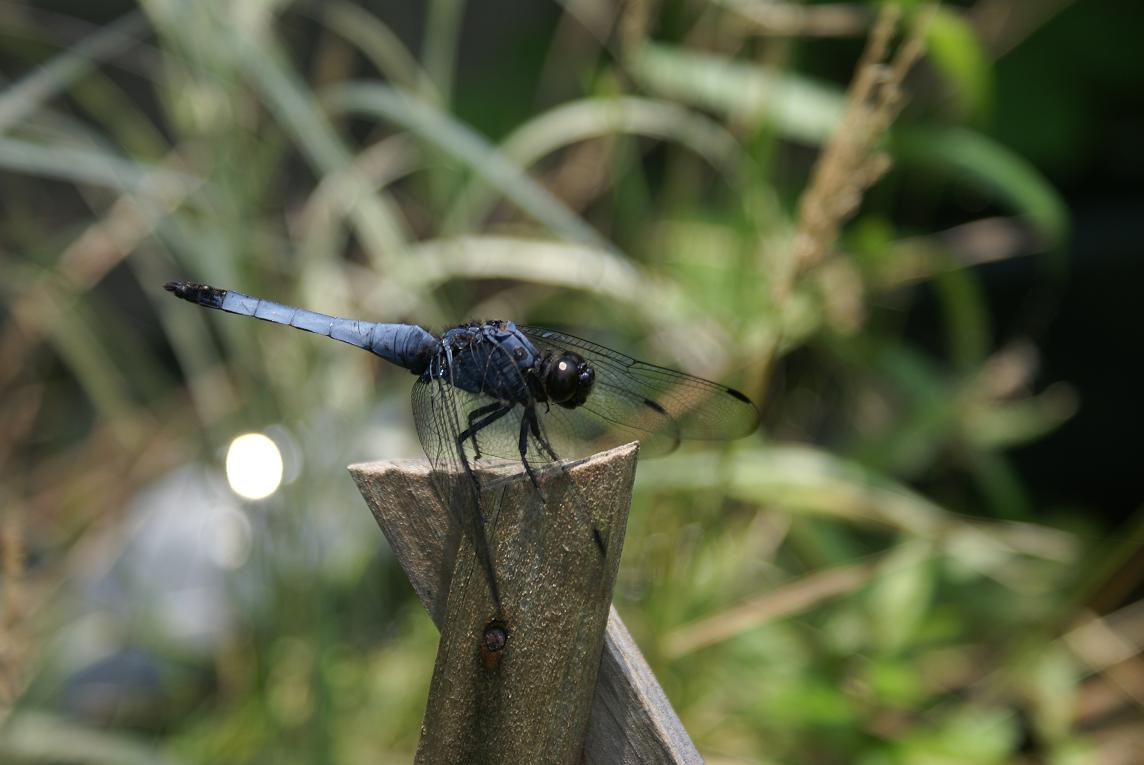